# VENUS PROJECT
『VENUS PROJECT』（ヴィーナス プロジェクト）は、GALATが企画するメディアミックス型作品。

## 概要
現代より少し先の近未来。情報・映像技術の進化でアイドルのステージライブはそれ自体がステータスを持つパフォーマンスと化し、1対1のバトル方式で評価を争うパフォーマンスバトルが主流となっていた。そのバトルの頂点である「FORMULA VENUS」（フォーミュラ ヴィーナス）を目指すアイドルたちを描く「アイドル×熱血ストーリー」が本作の主題である。

## コンシューマゲーム
本作のメディアミックス商品の第1弾として2015年4月21日にGALATよりリリースされた、 PlayStation Vita向けゲームソフト。ダウンロード専用で、基本プレイは無料。2016年2月3日を以ってサービス終了している。

### キャラクター
ゲーム内に登場するキャラクターは100名以上おり、以下はその一部である。

#### 「運営推し」キャラクター
ゲームの配信開始時に最初に用意された3名のキャラクター。テレビアニメにも登場する。
高野歌恋
声 - 姫崎愛未
更級美月
声 - 田辺留依
香島夕
声 - 根本流風

#### レジェンドキャラクター
以下2名の声優は元おニャン子クラブのメンバーで、ゲームの発表会にもサプライズ出席している。
新藤絵理
声 - 新田恵利
稲岡亜希子
声 - 生稲晃子

## ソーシャルゲーム
『VENUS PROJECT DREAMBEAT』（ヴィーナス プロジェクトドリームビート）のタイトルで2015年7月30日（iOS版）、同年8月10日（Android版）にリリースされたゲームアプリ。なおAndroid版は対応端末が当初はXperia Z3、Xperia Z4、Nexus 6、Nexus 9、Sheild Tablet、ZenFone 2と極端に少なかったが、バージョンアップで推奨機種が増えている。

## 漫画
ウェブコミック配信サイト『コミック・ダンガン』にて2015年4月21日から全5話が配信された。作画は長谷川光司。6月16日までの毎月第1・第3火曜日更新。単行本はKADOKAWA アスキー・メディアワークスより2015年6月26日に発売。全1巻。

## ラジオ番組
『ラジオ VENUS PROJECT』のタイトルで2015年4月2日より9月24日まで毎週木曜23時30分 - 45分にラジオ大阪にて放送された。4月3日から9月25日までHiBiKi Radio Stationにおいてもネット配信された。出演は姫崎愛未（高野歌恋 役）、田辺留依（更級美月 役）、根本流風（香島夕 役）の3名。
『女神ラジオ〜めがらじ〜』のタイトルで2016年7月21日より10月27日までHiBiKi Radio Stationにて配信された。毎週木曜日に更新。パーソナリティは秦佐和子（原エリコ 役）と一宮朔が務めた。

## テレビ番組
2015年7月より9月まで放送された。番組タイトルは作品名と同じ『VENUS PROJECT』だが、バラエティ回『VENUS PROJECT TV』とアニメ回『VENUS PROJECT -CLIMAX-』（ヴィーナス プロジェクト クライマックス）をそれぞれ組み入れて放映する構成となっている。また、アニメはゲームとは別視点から描くものとなり、主要キャラクターはゲームと異なる。ニコニコ生放送では22時からのアニメ放送に合わせ30分前からアニメ出演者による事前番組とアニメを同時視聴しながらの実況放送が行われている。

### 放送局
| 放送期間               | 放送時間           | 放送局   | 対象地域 | 備考                                       |
| ---------------------- | ------------------ | -------- | -------- | ------------------------------------------ |
| 2015年7月5日 - 9月27日 | 日曜 22:00 - 22:27 | TOKYO MX | 東京都   | エムキャス対応番組                         |
| 2015年12月5日 -        | 土曜 21:00 - 21:30 | AT-X     | 日本全域 | CS放送 / アニメのみ放送 / リピート放送あり |

| 放送期間                | 放送時間           | 放送局             | 対象地域 | 備考 |
| ----------------------- | ------------------ | ------------------ | -------- | --- |
| 2015年7月5日 - 9月27日  | 日曜 22:00 - 22:27 | ニコニコ生放送     | 日本全域 | TOKYO MXと同時配信                                                                                      |
|                         | 日曜 22:30 更新    | ニコニコチャンネル | 日本全域 | バラエティ：第1回のみ常設無料、第2回以降有料 アニメ：第1話（無印・再放送版）のみ常設無料、第2話以降有料 |
|                         | 日曜 更新          | GYAO!ストア        | 日本全域 | 有料 |
| 2015年7月12日 - 10月4日 | 日曜 12:00 更新    | GYAO!              | 日本全域 | 1週間無料 GYAO!ストアで有料配信開始後1週間たってからGYAO!で1週間無料配信する形になる                    |

### VENUS PROJECT TV
2015年7月5日・19日・26日・8月2日・9日・9月27日に放送されたバラエティ番組。
なお9月27日放送分は特別編として、9月23日に東京キネマ倶楽部にて行われたゲーム・アニメ出演声優によるライブの模様を放送した。

#### 出演者
MC
- アメリカザリガニ（柳原哲也、平井善之）

アニメチーム
- 秦佐和子
- 飯田里穂
- 早瀬莉花

ゲームチーム
- 姫崎愛未
- 田辺留依
- 根本流風

#### スタッフ
- ナレーター - 岸野嘉正
- 構成 - 柳城稔麿
- ディレクター - 荻野泰志、石本靖二郎
- 演出 - 石原健二
- プロデューサー - 佐藤孝之
- 制作協力 - エマクリエイティブ
- 企画制作 - Age Global Networks
- 製作著作 - GALAT / FormulaVenus実行委員会

### VENUS PROJECT -CLIMAX-
2015年7月12日・8月16日（再放送）・23日・30日・9月6日・13日・20日に放送されたアニメ。

#### キャラクター（アニメ）
原エリコ（はら エリコ）
声 - 秦佐和子
本作の主人公。フォーミュラ・ヴィーナス新人王を狙うアイドル。17歳。児童施設ちみっこハウス出身で、現在は一人暮らしをしている。アイドルとして得た給与は恩返しの意味も込めてちみっこハウスに寄付するなど心優しいが、人間離れした大食いで「腹減り子」と言われる。今まで病気になったことがない優良児。
流華・ソバガスキー（るか ソバガスキー）
声 - 飯田里穂
勝率トップの新人王最有力候補。17歳。日本人とマズシスタン人のハーフ。7歳の頃に母とマズシスタンに帰国。
「ガラスのように弱い」のどのため歌は1日5分しか歌えず、さらにフォーミュラ・ヴィーナスだと1分半が限界。それを逆手に取り付加価値も高めるためライブでは1曲しか歌わない戦略をとり成功する。しかし8連勝がかかったエリコとの対戦で過労によりリタイアしている。
エリコを下し新人王優勝となったが、喉を傷め長期休養を余儀なくされた。
濡羽美烏（ぬれは みう）
声 - 早瀬莉花
エリコと同じ事務所のアイドル。世界的な大企業である濡羽コーポレーションのご令嬢。エリコと対照的に太り易いため常に食事を制限している。母親とは新人王の獲得ができなければ即引退することを約束しており、準決勝第1試合でエリコに敗退し引退。決勝戦の開催日に仕事を習得するため渡米し髪もショートにしている。学校に通っていたが中退したと思われる。
紅神明日花（こうがみ あすか）
声 - 朴璐美
「霊長類最強のアイドル」と言われる女性。彼女のデビュー以来8連勝記録は現在も追いつかれていない。エリコは12年前にテレビで彼女のバトルを見て以来憧れている。新人王決定戦では大会委員長を担当。
黒城星（くろき せい）
声 - 宍戸留美
明日花のライバル。12年前にエリコが見たバトルで明日花に敗れた。
河藤勇（かわとう いさみ）
声 - 伊達朱里紗
新人王候補の一人。典型的な大阪娘。1回戦第1試合でエリコと対戦し敗退。父親（声 - 木内秀信）も応援に来ていた。
大森ほるす（おおもり ほるす）
声 - 木村珠莉
新人王候補の一人。Kカップ。レースクィーンからの転身で年齢的にはギリギリ。1回戦第2試合で美烏に初戦敗退。
古畑千亜（ふるはた ちあ）
声 - 山岡ゆり
新人王候補の一人。チアリーディング風。1回戦第3試合で鶴巻に敗退。
鶴巻蓮（つるまき れん）
声 - 中恵光城
新人王候補の一人。白衣姿の理系女子。試合開始前の眼鏡投げが恒例で、その後新しい眼鏡をかけ白衣を脱ぎバニー姿になる。準決勝第2試合で流華に敗退。敗退後、流華の強さを知るためにマズシスタンに渡り国の現状を知り、彼女の行動が現地で千羽鶴を送るという行為に繋がった。
小瀬路未（おぜ ろみ）
声 - 小野早稀
新人王候補の一人。アイドルグループ Gothic13（ゴシックサーティーン）の妹分。Gothic13のリーダー下司麗（姓は「しもつかさ」。声 - M・A・O）から虐待を受けており、左目を前髪で隠している。下司が流華を嫌っているので1回戦第4試合で必ず流華に勝つ気だったが力及ばず敗退。
コーチ
声 - 子安武人
エリコと美烏のコーチで、土佐野晶社長の夫。入院中。「鬼の土佐野」と呼ばれた名コーチ。フルネームは「とさの とおる」（下の名前の表記は不明）。
土佐野晶
声 - 高橋理恵子
エリコと美烏の所属事務所である(株)TOSANOプロダクションの社長で、コーチの妻。
よし子（よしこ）先生
声 - 金月真美
ちみっこハウスの先生。
ケンタ
声 - 田村睦心
ちみっこハウスの子供。エリコが優勝することを信じて疑っていない。
サトル
声 - 村瀬歩
ちみっこハウスの子供。フォーミュラ・ヴィーナスおたく。フルネームは「さがわ さとる」（姓の表記は不明）。
幼女
声 - 加隈亜衣
ちみっこハウスに最近入所した女の子。
大佐
声 - 岩崎征実
外貨獲得のために流華のアイドル活動を計画したマズシスタンの大佐。
ミーシャ・モフレンコ
声 - 小清水亜美
マズシスタンの中尉で流華のマネジメントを担当。
本馬（ほんま）プロデューサー
声 - 下崎紘史
日本で最初に流華の歌を聞きデビューさせた。土佐野社長とも親しくかなりの敏腕らしい。
運転手
声 - 下崎紘史
濡羽家の運転手。
美烏の母
声 - 浅野真澄
濡羽コーポレーション社長。新人王になれなければ即引退する、ことを条件に美烏のアイドル活動を認める。
実況
声 - 髙坂篤志
新人王決定戦実況担当者。
解説
声 - 松本大
新人王決定戦解説者。
金竹（かなたけ）
声 - 赤澤涼太
ヴィーナスニュース記者。テレビに出てコメンテーターも務める。
AI
声 - +α/あるふぁきゅん。
ヴィーナス・システムのシステム音声。
高野歌恋（たかの かれん）
声 - 姫崎愛未
ゲーム版アイドルでアニメでも現役アイドル。明るい性格。予告も担当。リーダーのポジション。
更級美月（さらしな みづき）
声 - 田辺留依
ゲーム版アイドルでアニメでも現役アイドル。クールな性格。予告も担当。分析が得意で、予告では必ず「なんだか意味深なタイトルね」と言う。
香島夕（かしま ゆう）
声 - 根本流風
ゲーム版アイドルでアニメでも現役アイドル。天然な性格。予告も担当。カレーとうなぎが好き。

#### 用語（アニメ）
フォーミュラ・ヴィーナス
アイドルの歌とダンスを元にヴァーチャル・リアリティで戦闘用アバターを作り、戦わせて優劣を競うパフォーマンス。アイレスの強い方が歌やダンスが良かったということになる。敗れたアイドルは何らかのダメージを感じるらしく、その場に倒れたり眼鏡が割れたりする。
ヴィーナス・システムという技術で実現される。ヴィーナス・システムの筐体は海辺のホテルの娯楽室にもあるほど広まっているが、演歌が登録されていることにエリコが驚いたことからプロ用とは若干仕様が異なる模様。
アイレス
ヴィーナス・システムで作られるアバター。Incaration of Reflecting skills（インカレーション・オブ・リフレクティング・スキルズ）の略だが Incaration という英単語は存在せず Incarnation（インカネーション）の誤りの可能性がある。
アイレスはほとんどが人型や動物型の戦闘ロボットの姿をしているが、美烏のアイレスだけはナース風の魔法少女の姿をしておりアイレスそのものにファンが付いている。
マズシスタン
流華の出身国。北方にある寒冷な国。大変な貧乏国で軍も最大の敵は貧困という認識の下、流華のアイドル活動をマネージメントすることになった。

#### スタッフ
- 原作 - GALAT
- 監督 - 中山岳洋
- シリーズ構成・脚本 - 雑破業
- キャラクターイメージ - とめきち
- キャラクターデザイン・総作画監督 - 斉藤良成
- メカデザイン - 森木靖泰
- 美術監督 - 真喜屋実義
- 色彩設計 - 重光由喜子
- 撮影監督 - 町田啓
- 編集 - 武宮むつみ
- 音響監督 - 平光琢也
- 音楽 - 岩崎文紀、松尾早人
- 音楽制作 - イマジン
- 製作統括 - 鳴澤猛司
- エグゼクティブプロデューサー - 村山啓二郎
- プロデューサー - 佐藤友紀、角田博昭、伊勢雅徳、小俣明徳、重田正憲
- アニメーションプロデューサー - 高江勇次
- アニメーション制作 - NOMAD
- 製作 - VENUS PROJECT実行委員会

#### 主題歌
オープニングテーマ「Venus Drive!! 〜キミは燃えているか〜」
作詞 - 仰木日向 / 作曲 - 石塚玲依 / 編曲 - 伊藤翼 / 歌 - 原エリコ（秦佐和子）VS 高野歌恋（姫崎愛未）
第1話・第6話では不使用。
エンディングテーマ
「ユメノツバサ」
作詞 - 仰木日向 / 作曲 - 若林タカツグ / 編曲 - ZENTA / 歌 - 流華・ソバガスキー（飯田里穂）
「ユメノツバサ CLIMAX Final Version」（第6話）
作詞 - 仰木日向 / 作曲 - 若林タカツグ / 編曲 - ZENTA / 歌 - 原エリコ（秦佐和子）VS 流華・ソバガスキー（飯田里穂） VS 濡羽美烏（早瀬莉花）

##### 挿入歌
「Venus Drive!! 〜キミは燃えているか〜 LegendBattle ShortVersion」（第1、2、4話）
作詞 - 仰木日向 / 作曲 - 石塚玲依 / 編曲 - 伊藤翼 / 歌 - 紅神明日花（朴璐美） VS 黒城星（宍戸留美）
「天使の一撃 歌恋・夕 RookieBattle Version」（第1話）
作詞 - 下北沢がさつ / 作曲 - 伊豆一彦 / 編曲 - 伊藤政行 / 歌 - 高野歌恋（姫崎愛未） VS 香島夕（根本流風）
「天使の一撃」（第1、4話）
作詞 - 下北沢がさつ / 作曲 - 伊豆一彦 / 編曲 - 伊藤政行 / 歌 - 高野歌恋（姫崎愛未）
「青い風」（第2話）
作詞 - 仰木日向 / 作曲 - 若林タカツグ / 編曲 - 根岸貴幸 / 歌 - 原エリコ（秦佐和子）
「Journey for life 美烏・エリコ RookieBattle Version」（第2、4話）
作詞 - マイクスギヤマ / 作曲・編曲 - 根岸貴幸 / 歌 - 濡羽美烏（早瀬莉花） VS 原エリコ（秦佐和子）
「青い一秒 美月・歌恋 RookieBattle Version」（第2話）
作詞 - TOMO / 作曲・編曲 - 伊豆一彦 / 歌 - 更級美月（田辺留依） VS 高野歌恋（姫崎愛未）
「EVOLVE 勇・エリコ RookieBattle Version」（第2話）
作詞 - 渡邉裕也 / 作曲 - 流歌 / 編曲 - ミライショウ / 歌 - 河藤勇（伊達朱里紗） VS 原エリコ（秦佐和子）
「1、2、3、4（ワンツースリーフォー）」（第2話）
作詞 - 森晴彦 / 作曲 - 伊豆一彦 / 編曲 - タナカノブマサ / 歌 - 原エリコ（秦佐和子）
「見果てぬ思い」（第3話）
作詞・作曲 - 伊豆一彦 / 歌 - 流華・ソバガスキー（飯田里穂）
「ONE STAGE」（第3話）
作詞 - 仰木日向/ 作曲・編曲 - 伊藤翼 / 歌 - 流華・ソバガスキー（飯田里穂）
「アンブレラはいかが? 流華・エリコ RookieBattle Version」（第3話）
作詞 - TOMO / 作曲 - 伊豆一彦 / 編曲 - モリヒデオミ / 歌 - 流華・ソバガスキー（飯田里穂） VS 原エリコ（秦佐和子）
「Shootin'Star ほるす・美烏 RookieBattle Version」（第3話）
作詞 - マイクスギヤマ / 作曲 - 曽根由希江 / 編曲 - 根岸貴幸 / 歌 - ほるす（木村珠莉） VS 濡羽美烏（早瀬莉花）
「Girl 路未・流華 RookieBattle Version」（第3話）
作詞 - 伊加ノブコ / 作曲 - 伊豆一彦 / 編曲 - タナカノブマサ / 歌 - 小瀬路未（小野早稀） VS 流華・ソバガスキー（飯田里穂）
「Mint Flavor 濡羽美烏（CV:早瀬莉花）Version」（第4話）
作詞 - TOMO / 作曲・編曲 - SHiNTA / 歌 - 濡羽美烏（早瀬莉花）
「Boy&Girl Friend 蓮・流華 RookieBattle Version」（第5話）
作詞 - 森晴彦 / 作曲 - 奏多雅（Primo） / 編曲 - 折倉俊則 from STRIKERS / 歌 - 鶴巻蓮（中恵光城） VS 流華・ソバガスキー（飯田里穂）
「クロック・マドモアゼル」（第5話）
作詞 - 森晴彦 / 作曲・編曲 - 飛澤宏元 / 歌 - 香島夕（根本流風）
「恋路川 歌恋・エリコ Outside Ring Battle Version」（第5話）
作詞 - TOMO / 作曲 - 伊豆一彦 / 編曲 - タナカノブマサ / 歌 - 高野歌恋（姫崎愛未） VS 原エリコ（秦佐和子）
「COIN 流華・エリコ RookieBattle Version」（第6話）
作詞 - 仰木日向 / 作曲 - 石塚玲依 / 編曲 - ZENTA / 歌 - 流華・ソバガスキー（飯田里穂） VS 原エリコ（秦佐和子）
「Venus Drive!! 〜キミは燃えているか〜 CLIMAX FinalBattle Version」（第6話）
作詞 - 仰木日向 / 作曲 - 石塚玲依 / 編曲 - 伊藤翼 / 歌 - 原エリコ（秦佐和子） VS 流華・ソバガスキー（飯田里穂）

#### 各話リスト
| 話数   | サブタイトル                                         | 絵コンテ | 演出                                | 作画監督                                                                           |
| ------ | ---------------------------------------------------- | -------- | ----------------------------------- | ---------------------------------------------------------------------------------- |
| 第一話 | 開幕、クライマックス!                                | 中山岳洋 | 飯村正之                            | 古賀誠、藤田まり子                                                                 |
| 第二話 | そして、今、ここにいる                               | 中山岳洋 | 川西泰二                            | 谷口繁則、林眞煜 李相振                                                            |
| 第三話 | 光、あれ                                             | 西田正義 | 安藤健                              | 飯飼一幸、岩岡優子 飯塚葉子                                                        |
| 第四話 | 夢見る力、見させる力                                 | migmi    | 矢野孝典                            | 古賀誠、藤田まり子 棚沢隆                                                          |
| 第五話 | ドキッ、アイドルだらけの水着バカンス! バトルもあるよ | 西田正義 | 鈴木吉男                            | 服部憲知、粟井重紀                                                                 |
| 第六話 | 決勝                                                 | 中山岳洋 | 中山岳洋 斉藤良成 飯村正之 矢野孝典 | 古賀誠、藤田まり子 北原章雄、代見裕美 柳孝相、仁志宮真佐 久高司郎 岡戸智凱（メカ） |

第一話は7月12日の初放送、8月16日の再放送とも未完成版だったが、ニコニコチャンネルで8月20日から「第1話（再放送版）」として完成版を配信。
- 未完成版: 冒頭に番組開始案内、エンディングはバラエティ出演者のトーク映像と同時にクレジット表示、次回予告なし。冒頭部のサブタイトル表示もなし。
- 完成版: エンディングの映像完成、次回予告あり。冒頭部でのサブタイトル表示あり。

#### BD
| 巻 | 発売日         | 収録話        | 規格品番  |
| -- | -------------- | ------------- | --------- |
| 1  | 2015年8月19日  | 第1話         | TKXA-1066 |
| 2  | 2015年10月21日 | 第2話 - 第3話 | TKXA-1067 |
| 3  | 2015年11月25日 | 第4話 - 第5話 | TKXA-1068 |
| 4  | 2015年12月23日 | 第6話         | TKXA-1069 |

## 声優オーディション
2015年8月21日-9月11日にVENUS PROJECT PS Vita版ゲーム及び、DREAM BEATの新キャラクターとして
「赤井 林檎(あかい りんご)ちゃん」役を、募集するオーディションがSHOWROOMで行われた。
9月18日の結果発表スペシャル番組において藤咲泉に決定が発表された。